# Plateosauravus
Plateosauravus („dědeček rodu Plateosaurus“) byl rod sauropodomorfního dinosaura, žijícího v období pozdního triasu (věk nor, asi před 221 až 208 miliony let) na území dnešní Jihoafrické republiky. Jeho pozice v systému vývojově primitivních sauropodomorfních dinosaurů je ale dosud nejistá. Pravděpodobně se jednalo o zástupce čeledi Plateosauridae.

## Historie
Fosilie tohoto plazopánvého dinosaura, žijícího v období svrchního triasu byly objeveny na území Jihoafrické republiky. Zkameněliny (katalogové označení typového materiálu je SAM 3341, 3345, 3347, 3350–51, 3603, 3607) byly objeveny v sedimentech souvrství Elliot, v roce 1924 je popsal paleontolog Sidney Haughton pod vědeckým jménem Plateosaurus cullingworthi (druhové jméno bylo poctou objeviteli první kostry T. L. Cullingworthovi). V roce 1932 však německý paleontolog Friedrich von Huene stanovil nové rodové jméno Plateosauravus, protože předpokládal, že se může jednat o staršího příbuzného nebo dokonce přímého předka evropského rodu Plateosaurus (a nikoliv o nový druh tohoto rodu).
V roce 1979 badatel Jacques van Heerden zahrnul tento taxon do rodu Euskelosaurus, což bylo po dlouhou dobu obecně přijímáno. Paleontolog Adam Yates však po roce 2000 publikoval několik odborných prací, ze kterých vyplývá, že taxon Euskelosaurus je založen na nediagnostickém fosilním materiálu (jedná se o nomen dubium) a správnější by tedy bylo pro k němu přiřazený fosilní materiál používat právě rodové jméno Plateosauravus.
V roce 1995 bylo objeveno více než dvanáct koster dospělých i mladých jedinců tohoto dinosaura na území Krugerova národního parku.